# Silene pseudoholopetala
Silene pseudoholopetala är en nejlikväxtart som beskrevs av G.A. Laz'kov. Silene pseudoholopetala ingår i släktet glimmar, och familjen nejlikväxter. Inga underarter finns listade i Catalogue of Life.